# Сераково (Равицький повіт)
Сераково (пол. Sierakowo, нім. Wilhelmsgrund) — село в Польщі, у гміні Равич Равицького повіту Великопольського воєводства.
Населення — 1079 осіб (2011).
У 1975-1998 роках село належало до Лешненського воєводства.

## Демографія
Демографічна структура станом на 31 березня 2011 року:
|          | Загалом | Допрацездатний вік | Працездатний вік | Постпрацездатний вік |
| -------- | ------- | ------------------ | ---------------- | -------------------- |
| Чоловіки | 538     | 124                | 379              | 35                   |
| Жінки    | 541     | 118                | 339              | 84                   |
| Разом    | 1079    | 242                | 718              | 119                  |